# Barbershop

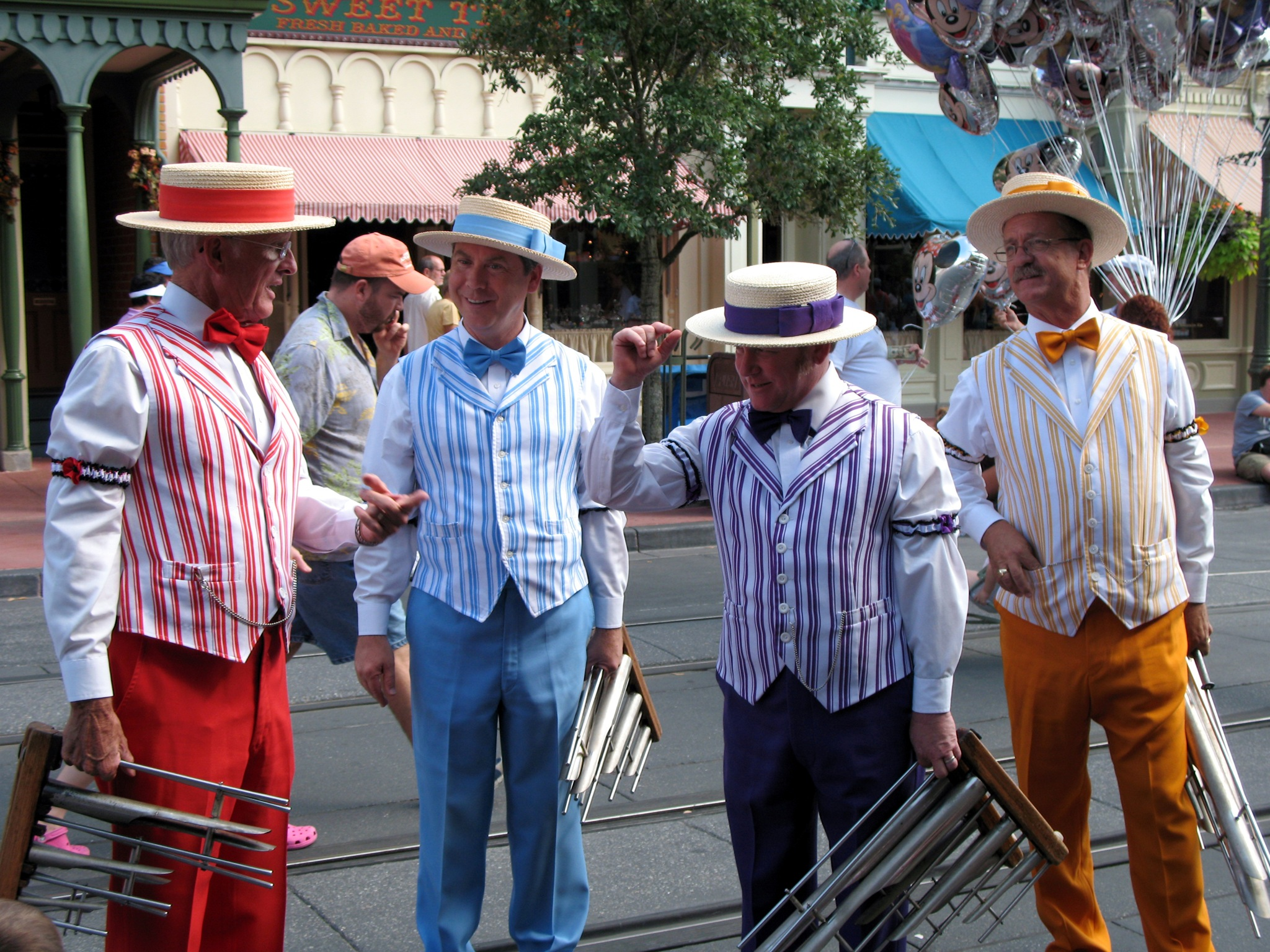
Een Barbershop-kwartet in Disneyworld

Barbershop is een over het algemeen makkelijk in het gehoor liggende manier van close harmony zingen. Close harmony is te beschouwen als klassieke muziek, gemaakt met alleen de stem, dus zonder instrumentale begeleiding. Barbershop is daar het populaire zusje van. Toch vallen beide soorten van zingen onder de lichte muziek waarbij barbershop als volkskunst beschouwd kan worden. Close harmony wordt zowel door beroeps- als amateurzangers gezongen. Barbershop daarentegen is meestal amateurwerk waarbij soms wel een hoge kwaliteit wordt bereikt.

## Geschiedenis
Algemeen wordt aangenomen dat de zangstijl stamt uit de Afro-Amerikaanse gemeenschap van rond 1900, waar kapperszaken (barbershops) belangrijke ontmoetingsplaatsen waren. De mannelijke klanten, wachtend op een knip- en scheerbeurt, doodden er de tijd door samen te zingen. Het vierstemmige barbershop-kwartet heeft echter zijn oorsprong in de Afro-Amerikaanse kerken, waar close harmony een lange traditie heeft.
De zang betrof veelal bekende volksliedjes met vertrouwde emoties zoals liefde, moederliefde en vaderlandsliefde, dit zijn nog steeds populaire thema's in de stijl. Een man in een gezelschap begon spontaan te zingen, anderen zetten daar, op gevoel, een stem bij tot een harmonieus akkoord van vier stemmen. Deze oervorm van barbershop, het zogenaamde woodshedden, wordt nog wel beoefend als training op luisteren en inzicht in akkoordenleer.

## Repertoire
Het repertoire van de barbershopstijl bestaat voornamelijk uit Engelstalige songs, afkomstig uit de eerste decennia van de twintigste eeuw en de moderne musicals van onze tijd. Die songs worden bewerkt in een specifiek barbershop-arrangement. Daarnaast werden en worden nog steeds songs speciaal voor barbershop geschreven door componisten en tekstschrijvers.
Veel koren nemen ook close harmonysongs op in het repertoire, ter afwisseling. De 'Good Old Barbershopsong' blijft echter voor veel liefhebbers de hoofdzaak, waarvoor men elkaar treft op de zogenaamde conventies waar een deskundige jury de kwaliteit beoordeelt. De kampioen kan rekenen op veel optredens waar ook weer veel zangers naartoe trekken om te genieten en ervan te leren.
Een hobby van alleen mannen is het al lang niet meer, ook vrouwen laten van zich horen. Ook zijn er groepen die originele liedjes in a capella liedjes converteren, bijvoorbeeld liedjes van Queen en Phil Collins.

## Presentatie
Een kenmerk van de moderne barbershop is de presentatie. Een optreden wordt aantrekkelijk gemaakt voor het publiek, alle mogelijkheden om de emotie en sfeer van een song goed uit te drukken worden benut. Afhankelijk van de gewoontes van een groep of het toevallig in een groep aanwezig talent, wordt een choreografie gerealiseerd die varieert van eenvoudig tot geraffineerd waarbij het gehele podium gebruikt wordt in een showachtig gebeuren. Ook aan de kleding wordt vaak veel aandacht besteed; het gebruik van kleur en schittering is eerder regel dan uitzondering.
De basis van de presentatie ligt in het zingen met een natuurlijke uitstraling; vrolijkheid, verliefdheid of weemoed worden overgebracht met de klank van de stem en de tekst maar ook met mimiek en lichaamstaal. Voorkomen wordt dat de natuurlijke uitstraling door het serieus instuderen van song en choreografie verloren gaat. Het uit het hoofd zingen van alle nummers bevordert het contact met het publiek.

## Formaties, stempartijen en techniek
De formaties waarin gezongen wordt zijn talrijk. De kleinste eenheid is het kwartet, de grootste het koor dat tientallen zangers kan tellen. Altijd zal er gelet worden op de balans tussen de verschillende partijen. De lead zingt doorgaans de melodie en moet het luidst klinken, de bass zingt de basis en moet ook flink vertegenwoordigd zijn om de totale sound een warme donkere ondertoon te geven. De baritone past zich aan en kan zowel boven als onder de lead zingen; deze stem speelt een belangrijke rol in de balans en de klankkleur van de verschillende noten van een song door afwisselend naar de lead of de bass te kleuren. De tenor ten slotte zingt de hoogste partij en is klein maar fijn; duidelijk waarneembaar maar zelden op de voorgrond. Als een koor of kwartet zuiver zingt ontstaat de tenorstem vaak vanzelf als boventoon, een natuurlijk verschijnsel dat ringing chords wordt genoemd.
De leden van een formatie zullen tijdens het zingen altijd naar elkaar luisteren, voor de balans, de zuiverheid en de dynamiek. Voor groepen groter dan een octet staat altijd een dirigent, vaak een beroepskracht, die het koor leidt en zich inzet om de muzikale en technische kwaliteit op een zo hoog mogelijk niveau te brengen. De begeleider is meestal iemand met grote kwaliteiten die tijdens oefenweekeinden of -dagen het uiterste uit een koor weet te halen door een vernieuwd bewustzijn ten aanzien van de basics, de uitgangspunten van kwaliteit, op te wekken.

## Nazit
Na een repetitie of een optreden is het onder barbershoppers gebruik om samen nog iets te drinken en te zingen tijdens de zogenoemde afterglow. Door een selectie van liedjes, de zogenaamde 'pole cat' of 'catsong' die internationaal door vrijwel elke barbershopper gekend wordt, is het mogelijk om tijdens bijeenkomsten met andere koren en kwartetten op informele wijze samen te zingen.